# فرودگاه عین صالح
فرودگاه عین صالح (به انگلیسی: In Salah Airport) یک فرودگاه همگانی با کد یاتا INZ است که یک باند فرود آسفالت دارد و طول باند آن ۳۰۰۰ متر است. این فرودگاه در شهر عین صالح کشور الجزایر قرار دارد و در ارتفاع ۲۷۳ متری از سطح دریا واقع شده‌است.

## شرکت‌های هواپیمایی و مقصدهای پروازی
The only airline operating regular flights is هواپیمایی الجزایر. It connects the airport with two domestic destinations، as follows:
| شرکت‌های هواپیمایی | مقصدهای پروازی                                   |
| ----------------- | ------------------------------------------------ |
| هواپیمایی الجزایر | هواری بومدین، کریم بلقاسم، اگونار – هج بی اخاموک |
| طاسیلی ایرلاینز   | هواری بومدین، اگونار – هج بی اخاموک              |